# 拉布島

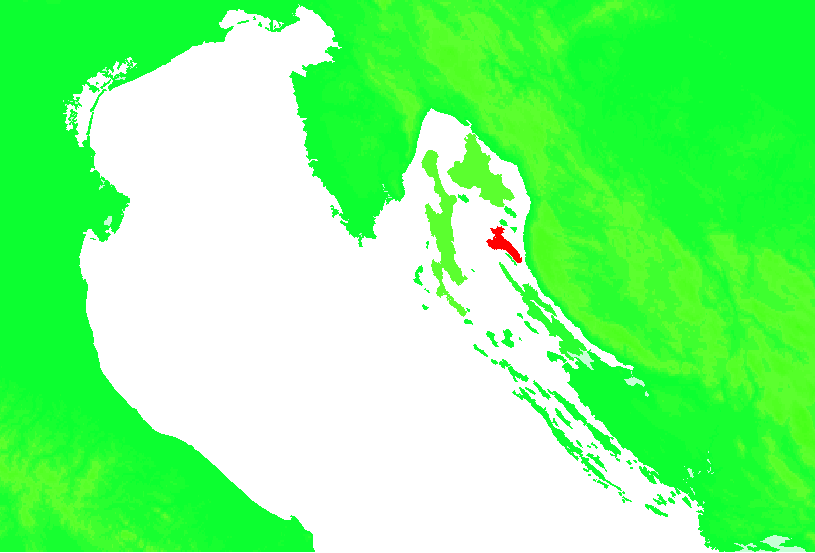
拉布島的位置

拉布島（克羅埃西亞語：Rab；拉丁语：Arpa；義大利語:Arbe；德語: Arbey）是克羅埃西亞的一個島嶼。位於亞德里亞海北部。该岛长22公里，面積93.6平方公里。島上人口9,328人（2011年）。岛上的主要定居点是同名的拉布镇，尽管邻近的Palit村人口最多。岛上制高点是海拔408米的卡梅尼亚克山。岛上东北部主要是喀斯特地貌，而西南部则覆盖着地中海地区最后的橡树林。拉布島與克羅埃西亞本土和克爾克島之間有渡輪往來。
渡轮将拉布岛与大陆港口斯蒂尼察以及邻近的克尔克岛和帕格岛连接起来。欧洲海岸航空公司（European Coastal Airlines）提供了从拉布经由邻近的克尔克岛到萨格勒布以及经由奥米沙利的里耶卡机场抵达里耶卡的多条水上飞机航线，直到2016年停止运营。

## 历史
公元前360年，在伊利里亚人统治下，人们第一次听说这个岛。它曾经是利布尔尼亚的一部分，后来又是罗马帝国的一部分。皇帝屋大维-奥古斯都建造了城墙，并授予拉布城镇的称号。